# Mårten Josjö
Per Mårten Josjö, född 15 april 1969 i Östersund, är en svensk tonsättare och gitarrist. Hans verk har framförts av bland andra Sveriges Radios symfoniorkester, Pärlor för Svin, Musica Vitae och Kroumata.
Josjö växte upp i Uppsala men började sina musikstudier i Stockholm på Södra Latins gymnasium som klassisk gitarrist för Bo Hansson. Han gick sedan vidare till Kungliga Musikhögskolan i Stockholm där han emellertid bestämde sig för att byta till komposition. På KMH studerade han för bland andra Pär Lindgren, Bent Sørensen, Lars Ekström, Lars-Erik Rosell och William Brunson.
Josjö skriver främst orkester- och kammarmusik, men han har också komponerat för film och dockteater. Bland hans mer uppmärksammade orkesterverk finns gitarrkonserten "Trajectory" som uruppfördes av Sveriges Radios symfoniorkester 2002. Ett av hans uppmärksammade kammarmusikverk är "Tangtram" som fick en mycket fin recension i DN.
Josjö har erhållit ett antal stipendier från bl.a. STIM. Han blev invald i Föreningen Svenska Tonsättare år 2002.
Som gitarrist har Josjö framträtt i flera konstellationer både inom konst- och popmusik. Han har varit elgitarrist i rockbandet Edson och har även ett hobbyprojekt kallat "The Lola's Trio" där han förutom sitt gitarrspel sjunger och skriver musiken. 1995 uruppförde Josjö det virtuosa sologitarrstycket "Lowland" av Christ Johnssonpris-vinnaren Jesper Nordin. På Voltfestivalen 2010 spelade han i en gitarrtrio med Mårten Falk och Patrik Karlsson. Musiken de spelade var technoklassiker arrangerade av Josjö för tre klassiska gitarrer. 
Idag är Josjö verksam som tonsättare och undervisar också på Eriksdalsskolan i Stockholm. 

## Verk (urval)
- Epidemics and Heartaches
- Pagan Pieces
- Donimo (uruppfört av Helen Jahren, Fredrik Ullén)
- Praecentio (uruppfört av Stockholm Sinfonietta)
- ...et on en-vit... (uruppfört av Sinfonietta dirigerad av Joakim Unander)
- Cellular Chime
- Tre j-tarrer (uruppfört av Stockholm Gitarrtrio)
- Tangram #1 (uruppfört av Pärlor för Svin)
- Chrome and Corrosion (uruppfört av Kroumata)
- Priaprism (uruppfört av Musica Vitae, dir Michael Bartosch)
- Minne i mull (uruppfört av Umeå Musiksällskap)
- Considering Hibernation (uruppfört av Morfeus-ensemblen)
- Trajectory (uruppfört av Jakob Henriques (git), Sveriges radios symfoniorkester, dir Niklas Willén)
- Aglaria (uruppfört av Ensemble Rumore)
- På öppen gata (uruppfört av K Musikhögskolans symfoniorkester, dir Eric Solén)